# Système national d'identification et du répertoire des entreprises et de leurs établissements
Pour les articles homonymes, voir Sirène (homonymie).
Le Système national d’identification et du répertoire des entreprises et de leurs établissements, couramment désigné par l’acronyme SIRENE, est le répertoire français géré par l’Insee qui attribue un numéro SIREN aux entreprises, aux organismes et aux associations et un SIRET aux établissements de ces mêmes entreprises, organismes et associations.

## Historique
À la suite de la création de l’INSEE en 1946, un premier numéro d'identification est attribué à toutes les entreprises industrielles, artisanales et commerciales, par le décret du 15 juillet 1948, permettant la création du Fichier des établissements, géré par l'INSEE. Ce numéro, à 12 chiffres, dépend de 
- l’activité de l’entreprise (3 premiers chiffres),
- sa localisation (département : 2 chiffres, communes : 3 chiffres),
- l'indication de l'exploitant (1 chiffre),
- un numéro d'ordre d'établissement (3 chiffres).

Prenant ainsi la forme 781-82-061-1-013, il ne permet pas d’identifier durablement les entreprises qui changent d’adresse ou d’activité, et est peu utilisé par l’administration.

À la fin des années 1960, l’Insee élabore le projet SIRENE, qui consiste en un répertoire des entreprises qui attribuerait un numéro unique, sans signification particulière (et donc sans lien, notamment, avec l’activité ou l’adresse) et non modifiable dans le temps, qui servirait pour toutes les relations entre une entreprise et l’administration.
SIRENE est enfin créé par le décret n° 73-314 du 14 mars 1973. Sa gestion est confiée à l’Insee.
Les premières immatriculations entrent en vigueur en 1975.
Le décret n° 83-121 du 17 février 1983 a étendu les données de SIRENE :
- aux personnes morales de droit public soumises au droit commercial (entreprises publiques) ;
- aux personnes morales (ou organismes assimilés) soumises au droit administratif (institutions et services de l’État, collectivités territoriales, etc.).

Un arrêté du 13 mai 1987 a modifié le premier décret de 1973.
Ces deux décrets et cet arrêté précisent les informations devant figurer dans le répertoire et les conditions d’accès aux informations gérées.
En 1997, le numéro SIREN devient officiellement le numéro unique d’identification des entreprises. Son usage devient obligatoire dans les administrations pour leurs relations avec les entreprises.
Depuis le 1er janvier 2017, la base SIRENE est disponible gratuitement en open data,,. Auparavant, l’INSEE autorisait la rediffusion de tout ou partie des données en provenance du répertoire SIRENE uniquement aux titulaires d’une licence de rediffusion de la base SIRENE ayant payé un abonnement.

## Numéros SIREN et SIRET
Le numéro SIRET est composé de quatorze chiffres. Les neuf premiers constituent le SIREN de l’entreprise et les cinq derniers le NIC qui est spécifique à chaque établissement. Ainsi, chaque établissement possède un SIRET unique selon l’adresse où il se trouve. Si une entreprise vient à fermer un établissement puis, par la suite, le recrée dans le même local, celui-ci aura toujours le même SIRET. Le numéro SIREN est donné après que les entreprises ont accompli les formalités nécessaires auprès du centre de formalités des entreprises (CFE) compétent.

## Centre de formalités des entreprises pour les entreprises privées
Les centre de formalités des entreprises (CFE) font le lien entre l’entreprise et l’Insee. Il existe sept catégories de CFE selon le type d’entreprise :
- les greffes des tribunaux de commerce ;
- les chambres de commerce et d’industrie (CCI) ;
- les chambres de métiers et de l’artisanat (CMA) ;
- les unions de recouvrement des cotisations de sécurité sociale et d’allocations familiales (URSSAF) ;
- les centres des impôts ;
- les chambres d’agriculture (CA) ;
- la chambre nationale de la batellerie artisanale.

Pour certaines associations, l’Insee peut faire office de CFE pour le répertoire SIRENE.

## Entreprises, organismes et associations dans le répertoire
Se voient attribuer un numéro SIREN :
- des personnes physiques :
  - toutes celles exerçant une profession non salariée de façon indépendante (professions libérales, commerçants, etc.) ;
  - des loueurs de biens immobiliers non inscrits au RCS mais signalées à l’Insee à la demande des centres des impôts ;
  - et, à des fins de gestion, donc hors accès public, les associés gérants signalés à l’Insee par les URSSAF ;
- les groupements de droit privé non dotés de la personnalité morale (indivisions, sociétés de fait, sociétés en participation, etc.) ;
- et toutes les personnes morales, c’est-à-dire :
  - les personnes morales de droit privé (SA, SARL, GIE, sociétés civiles, associations, syndicats, etc.) ;
  - les personnes morales de droit public soumises au droit commercial (entreprises publiques) ;
  - les personnes morales de droit étranger ayant un établissement ou un bureau de liaison en France ;
  - les personnes morales (ou organismes assimilés comme telles) soumises au droit administratif (comme les institutions et services de l’État, les collectivités territoriales, etc.).

Il existe cependant une exception pour les personnes morales : les associations déclarées n’ont l’obligation d’avoir un SIREN que dans trois cas seulement :
- si elles sont employeuses ;
- si elles sont soumises à la TVA ;
- si elles souhaitent l’obtention de subventions auprès d’administrations publiques.

### Zone géographique concernée
De la liste précédente, hors secteur public administratif, de l’État ou des communes, sont concernées toutes les entreprises situées dans un département français ou dans une collectivité française ayant été département ou partie intégrante à un département, c’est-à-dire les entreprises situées :
- en France métropolitaine (Corse comprise) ;
- dans les cinq départements d’outre-mer (Guadeloupe, Martinique, Guyane, La Réunion et Mayotte) ;
- dans les collectivités de Saint-Barthélemy et de Saint-Martin (toutes deux dépendantes du département de la Guadeloupe jusqu’en 2007) ;
- à Saint-Pierre-et-Miquelon (département d’outre-mer jusqu’en 1985).

Pour le secteur public administratif, de l’État ou des communes, la zone est étendue à la France entière, c’est-à-dire la liste précédente à laquelle on rajoute également les territoires français peuplés, mais n’ayant jamais été départements d’outre-mer :
- la Nouvelle-Calédonie ;
- la Polynésie française ;
- Wallis-et-Futuna.

### Directions régionales de l’Insee compétentes
Seules douze établissements régionaux de l’Insee ont une division SIRENE. Toutes les entreprises du secteur public français sont traitées à Orléans et toutes les entreprises privées du secteur agricole ou de la batellerie sont traitées à Lille. Les autres entreprises privées sont traitées selon leurs implantations géographiques dans les établissements régionaux suivants :
| No  | Département              | Établissement régional compétent pour SIRENE |
| --- | ------------------------ | -------------------------------------------- |
| 01  | Ain                      | Insee Dijon                                  |
| 02  | Aisne                    | Insee Lille                                  |
| 03  | Allier                   | Insee Orléans                                |
| 04  | Alpes-de-Haute-Provence  | Insee Marseille                              |
| 05  | Hautes-Alpes             | Insee Marseille                              |
| 06  | Alpes-Maritimes          | Insee Marseille                              |
| 07  | Ardèche                  | Insee Toulouse                               |
| 08  | Ardennes                 | Insee Reims                                  |
| 09  | Ariège                   | Insee Toulouse                               |
| 10  | Aube                     | Insee Reims                                  |
| 11  | Aude                     | Insee Toulouse                               |
| 12  | Aveyron                  | Insee Toulouse                               |
| 13  | Bouches-du-Rhône         | Insee Marseille                              |
| 14  | Calvados                 | Insee Rouen                                  |
| 15  | Cantal                   | Insee Orléans                                |
| 16  | Charente                 | Insee Bordeaux                               |
| 17  | Charente-Maritime        | Insee Bordeaux                               |
| 18  | Cher                     | Insee Orléans                                |
| 19  | Corrèze                  | Insee Bordeaux                               |
| 2A  | Corse-du-Sud             | Insee Marseille                              |
| 2B  | Haute-Corse              | Insee Marseille                              |
| 21  | Côte-d’Or                | Insee Dijon                                  |
| 22  | Côtes-d’Armor            | Insee Nantes                                 |
| 23  | Creuse                   | Insee Bordeaux                               |
| 24  | Dordogne                 | Insee Bordeaux                               |
| 25  | Doubs                    | Insee Dijon                                  |
| 26  | Drôme                    | Insee Toulouse                               |
| 27  | Eure                     | Insee Rouen                                  |
| 28  | Eure-et-Loir             | Insee Orléans                                |
| 29  | Finistère                | Insee Nantes                                 |
| 30  | Gard                     | Insee Toulouse                               |
| 31  | Haute-Garonne            | Insee Toulouse                               |
| 32  | Gers                     | Insee Toulouse                               |
| 33  | Gironde                  | Insee Bordeaux                               |
| 34  | Hérault                  | Insee Toulouse                               |
| 35  | Ille-et-Vilaine          | Insee Nantes                                 |
| 36  | Indre                    | Insee Orléans                                |
| 37  | Indre-et-Loire           | Insee Toulouse                               |
| 38  | Isère                    | Insee Dijon                                  |
| 39  | Jura                     | Insee Dijon                                  |
| 40  | Landes                   | Insee Bordeaux                               |
| 41  | Loir-et-Cher             | Insee Orléans                                |
| 42  | Loire                    | Insee Orléans                                |
| 43  | Haute-Loire              | Insee Orléans                                |
| 44  | Loire-Atlantique         | Insee Nantes                                 |
| 45  | Loiret                   | Insee Orléans                                |
| 46  | Lot                      | Insee Toulouse                               |
| 47  | Lot-et-Garonne           | Insee Toulouse                               |
| 48  | Lozère                   | Insee Toulouse                               |
| 49  | Maine-et-Loire           | Insee Nantes                                 |
| 50  | Manche                   | Insee Rouen                                  |
| 51  | Marne                    | Insee Reims                                  |
| 52  | Haute-Marne              | Insee Reims                                  |
| 53  | Mayenne                  | Insee Nantes                                 |
| 54  | Meurthe-et-Moselle       | Insee Reims                                  |
| 55  | Meuse                    | Insee Reims                                  |
| 56  | Morbihan                 | Insee Nantes                                 |
| 57  | Moselle                  | Insee Reims                                  |
| 58  | Nièvre                   | Insee Dijon                                  |
| 59  | Nord                     | Insee Lille                                  |
| 60  | Oise                     | Insee Lille                                  |
| 61  | Orne                     | Insee Rouen                                  |
| 62  | Pas-de-Calais            | Insee Lille                                  |
| 63  | Puy-de-Dôme              | Insee Orléans                                |
| 64  | Pyrénées-Atlantiques     | Insee Bordeaux                               |
| 65  | Hautes-Pyrénées          | Insee Toulouse                               |
| 66  | Pyrénées-Orientales      | Insee Toulouse                               |
| 67  | Bas-Rhin                 | Insee Reims                                  |
| 68  | Haut-Rhin                | Insee Reims                                  |
| 69  | Rhône                    | Insee Dijon                                  |
| 70  | Haute-Saône              | Insee Dijon                                  |
| 71  | Saône-et-Loire           | Insee Dijon                                  |
| 72  | Sarthe                   | Insee Nantes                                 |
| 73  | Savoie                   | Insee Dijon                                  |
| 74  | Haute-Savoie             | Insee Dijon                                  |
| 75  | Paris                    | Insee Montigny-le-Bretonneux                 |
| 76  | Seine-Maritime           | Insee Rouen                                  |
| 77  | Seine-et-Marne           | Insee Reims                                  |
| 78  | Yvelines                 | Insee Rouen                                  |
| 79  | Deux-Sèvres              | Insee Bordeaux                               |
| 80  | Somme                    | Insee Lille                                  |
| 81  | Tarn                     | Insee Toulouse                               |
| 82  | Tarn-et-Garonne          | Insee Toulouse                               |
| 83  | Var                      | Insee Marseille                              |
| 84  | Vaucluse                 | Insee Marseille                              |
| 85  | Vendée                   | Insee Nantes                                 |
| 86  | Vienne                   | Insee Bordeaux                               |
| 87  | Haute-Vienne             | Insee Bordeaux                               |
| 88  | Vosges                   | Insee Reims                                  |
| 89  | Yonne                    | Insee Dijon                                  |
| 90  | Territoire de Belfort    | Insee Dijon                                  |
| 91  | Essonne                  | Insee Orléans                                |
| 92  | Hauts-de-Seine           | Insee Rouen                                  |
| 93  | Seine-Saint-Denis        | Insee Reims                                  |
| 94  | Val-de-Marne             | Insee Reims                                  |
| 95  | Val-d’Oise               | Insee Lille                                  |
| 971 | Guadeloupe               | Insee Cayenne                                |
| 972 | Martinique               | Insee Cayenne                                |
| 973 | Guyane                   | Insee Cayenne                                |
| 974 | La Réunion               | Insee Saint-Denis                            |
| 975 | Saint-Pierre-et-Miquelon | Insee Rouen                                  |
| 976 | Mayotte                  | Insee Saint-Denis                            |
| 977 | Saint-Barthélemy         | Insee Cayenne                                |
| 978 | Saint-Martin             | Insee Cayenne                                |

## Entreprises, organismes et associations exclus de la diffusion publique
Sont exclus de la diffusion publique :
- les gendarmeries
- les députés et sénateurs
- les entrepreneurs individuels qui en font la demande[15]

## Utilisation à des fins statistiques
Le répertoire SIRENE remplit aussi des missions d’ordre statistique, en mettant à disposition des utilisateurs un code d’activité principale exercée (APE) choisi dans la nomenclature d’activités française (NAF) pour chaque établissement (alors APET) et pour chaque entreprise (alors APEN), ainsi que sa localisation, sa catégorie juridique, son effectif salarié et l’historique des mouvements (création, cessation, etc.). Le répertoire SIRENE est aussi la base de référence pour mener à bien toutes les études et enquêtes statistiques sur les entreprises.